# Trädskinkar
Trädskinkar (Dasia) är ett släkte av ödlor som ingår i familjen skinkar. Släktet förekommer i den orientaliska regionen, från Indien och Sri Lanka till Sydöstasien.
Typart för släktet är Dasia olivacea.

## Arter
Enligt The Reptile Database har släktet 10 arter:
- Dasia griffini Taylor, 1915
- Dasia grisea (Gray, 1845)
- Dasia haliana (Haly & Nevill, 1887)
- Dasia johnsinghi Harikrishnan et al., 2012
- Dasia nicobarensis Biswas & Sanyal, 1977
- Dasia olivacea Gray, 1839
- Dasia semicincta (W. Peters, 1867)
- Dasia subcaerulea (Boulenger, 1891)
- Dasia vittata (Edeling, 1865)
- Dasia vyneri (Shelford, 1905)

## Bildgalleri

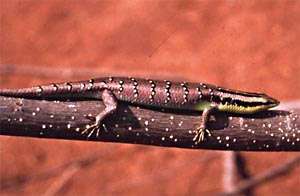
Dasia johnsinghi
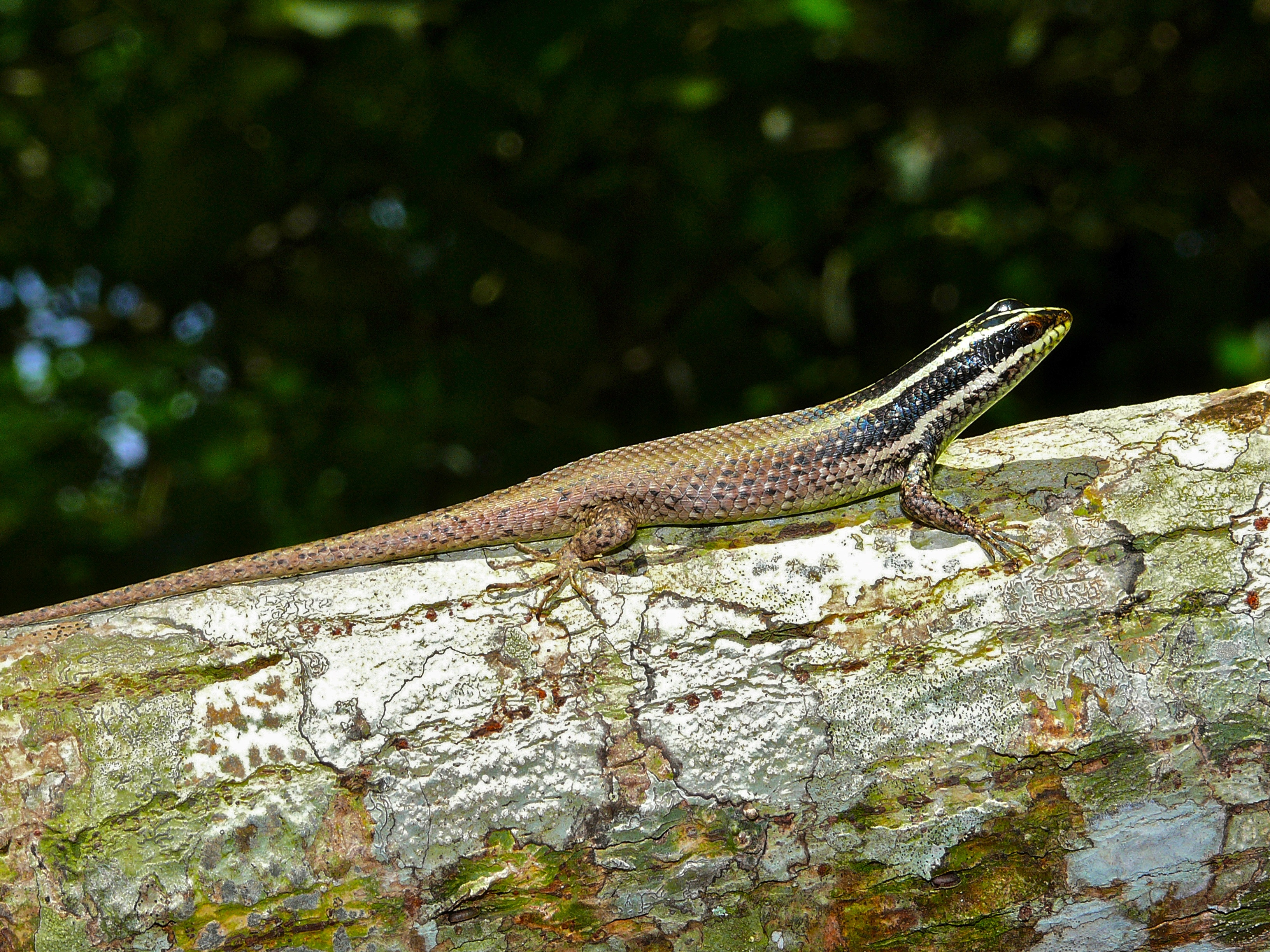
Dasia vittata